# Devana
Devana (Dziewona på polska, Diiwica på serbiska) var jaktens gudinna i slavisk mytologi. Devana brukar gestaltas ridande genom Europas urskogar åtföljd av sina hundar. Devana har även förekommit som personnamn i Sverige.